# Cabeço de Rodrigues Enes
O Cabeço de Rodrigues Enes é uma elevação portuguesa localizada no concelho da Madalena, ilha do Pico, arquipélago dos Açores.
Este acidente geológico tem o seu ponto mais elevado a 364 metros de altitude acima do nível do mar e encontra-se nas proximidades da elevação denominada Lajes da Cevada, do Cabeço de Cima, do Cabeço do Manuel João e das localidades da Criação Velha e do Monte.